# ハラブジャ事件
ハラブジャ事件（ハラブジャじけん）とは、1988年3月16日にイラク、クルディスタン地域東部のハラブジャにて化学兵器（サリン）が使われ、多数の住民が死亡した事件。

## 概要
イラン・イラク戦争の末期、クルド人が多数を占めるクルディスタン地域のハラブジャ住民がイラン側に協力したとして、サッダーム・フセイン政権がサリンを使用し、住民の殺害を図ったとされる。
使用された化学兵器は、マスタードガス、サリン、VXガスなど複数の種類が極めて大量に用いられたとされているが、詳細は不明である。ただ、当時イラクはこれらの化学兵器をまだ所有・開発しておらず、ジャーナリストのケネス・ツィンマーマンによればドイツ人顧問の指導の下で化学兵器工場で生産されたシアン化水素化合物（青酸ガス）を使用したとの見方が有力だという。このガスはナチス・ドイツがユダヤ人に対してガス室で使用した物と酷似しているという。
元CIA分析官のペレティエ米陸軍大教授（当時）らは1990年の報告書で「イラン・イラク両軍が化学兵器を使った。現実にクルド人を殺したのはイラン軍の爆撃である可能性が高い」と指摘した。彼によると、死者はシアン（青酸）ガス中毒の兆候を示していたが、シアンガスを使っていたのはイラン軍だったという 。なお、これ以前に出されたDIAの報告書と同様に、ここでもイラン軍が事前にシアンガスを使用したとの証拠は一切提示されていない 。
1992年から1994年までヒューマン・ライツ・ウォッチの主任研究者を務めたジョースト・ヒルターマンは、イラク北部での実地調査を含む2年間の虐殺調査を行った。押収された数千のイラクの秘密警察文書と機密指定解除された米国政府文書、ならびに多数のクルド人生存者、イラクからの亡命者、退役した米国情報部員とのインタビューによって、米国政府はイラクがハラブジャへの攻撃を行ったことを十分に認識しており、それにもかかわらず、イランに責任を負わせようとしたと非難した。
犠牲者の数に関しては、死者3,200から5,000人、負傷者7,000から10,000人と推測されている。多数の負傷者の存在はイラン・イラク戦争停戦後に取材した外国人ジャーナリストや医師により確認されており、多くの住民が巻き込まれたことは確実とされている。

## 各国の反応
この事件についてイラク政府からの正式発表はなく、難を逃れた住民が抵抗組織などを通じて世界にアピールし判明したが、イラン・イラク戦争においてスンナ派諸国、欧米諸国などの多くがイラク側を支持していたことから、ほぼ黙殺される状況になった。
ヨーロッパの企業や研究機関が、イラク側に化学兵器の元となる原料を売り、それがクルド人に対して使用されたことが明らかになりつつあるとし、軍事目的に使用されることを知りながらイラクに売却した当時の関係者の責任を問う声があがり、旧政権のために化学兵器を調達したオランダ人ビジネスマン、フランス・ファン・アンラート（Frans Van Anraat）が逮捕され、禁固刑を受けた。
サッダーム政権は一貫して、「事件はイランの仕業」と関与を否定した。